# Ove Juel
Ove Juel (ou Ove Juul) (né le 23 octobre 1615 à Willestrup, décédé le 29 mai 1686) était un fonctionnaire danois , et vice-gouverneur général de Norvège, sous l'autorité de Gyldenløve, de 1669 à 1674.
Juel est allé à  l'Académie de Sorø, a étudié et voyagé en Europe et a ensuite été diplomate. Il a exercé cette fonction jusqu'en 1669 où est venu en Norvège. Il a été chevalier de l'ordre de Dannebrog en 1671, le vice-chancelier, en 1676, et à partir de 1681 stiftsamtmann à Aarhus.

## Distinctions
- Chevalier de l'ordre de Dannebrog